# (23169) Michikami
(23169) Michikami est un astéroïde de la ceinture principale.

## Description
(23169) Michikami est un astéroïde de la ceinture principale. Il fut découvert le 5 avril 2000 à la station Anderson Mesa par le programme LONEOS. Il présente une orbite caractérisée par un demi-grand axe de 2,21 UA, une excentricité de 0,08 et une inclinaison de 1,6° par rapport à l'écliptique.

## Compléments